# Bürogebäude
Bürogebäude (auch Bürohaus) prägen heute große Teile der gebauten Umwelt. Sie enthalten vorwiegend Arbeitsplätze für Menschen, die Informationen und Wissen entwickeln, erwerben, interpretieren, transferieren, verbreiten und sichern. Ursprünglich dienten sie vornehmlich reinen Verwaltungsaufgaben, sind aber zunehmend auch Zentren für Managementtätigkeiten (Ministerien, Konzernzentralen) und Produktionsstätten für Dienstleistungen aller Art (Arbeitsämter, Banken, Call-Center, Forschungsinstitute, Konstruktionsbüros, Rathäuser, Software-Entwickler, Verlagshäuser, Versicherungen, Werbeagenturen).

## Geschichte
Im 16. Jahrhundert wurde mit den Uffizien in Florenz das vermutlich erste Gebäude errichtet, das ausschließlich privatwirtschaftlichen Verwaltungsaufgaben dienen sollte. Das architektonische Konzept (Ufficio = Büro), zeilenförmige Baukörper mit langen Korridoren, an denen sich Arbeitsräume reihen, ist bis heute prägend für die Büroarchitektur, obgleich das Original seit seiner Fertigstellung im Jahr 1581 als Kunstmuseum genutzt wird.

## Entwicklung
Für den vor allem im 20. Jahrhundert gewachsenen Bedarf an Bürogebäuden wurden neben der klassischen Zeilenform weitere Gebäudetypen entwickelt. Motoren dieser Entwicklung:
- technische Innovationen, wie die Erfindung des Aufzugs (1853), die höhere Gebäude ermöglichte, Stahlskelettbau- (1884) und Stahlbetonbau (1905), durch die konstruktive Grenzen überwunden und flexible Strukturen möglich wurden, Leuchtstoffröhren (1938) und Klimaanlagen (1911), durch die Flächen ohne Außenbezug nutzbar wurden
- funktionale Erfordernisse, aus der Einführung moderner Formen der Arbeitsorganisation (Sachbearbeitung bis Problemlösung in Teams) und der Entwicklung der Informationstechnik (vom Rechenzentrum bis zum PC)
- neue Strukturmodelle zur räumlichen Organisation der Arbeitsprozesse (siehe Bürokonzepte)
- Arbeitsschutzgesetze, die Mindeststandards für Gesundheit und Wohlbefinden definieren und damit die Architektur beeinflussen
- wirtschaftliche Notwendigkeiten: die Maximierung der Grundstücksausnutzung und der Preiswettbewerb im Büroflächenmarkt
- ökologische Aspekte: Ressourcenschonung und die in manchen Ländern bereits eingeführte Deckelung der CO2-Emissionen pro Quadratmeter Bürofläche.

## Bürogebäudetypen
Die meisten Bürogebäude lassen sich einem von sechs Bautypen zuordnen, die sich neben der Eignung für unterschiedliche Standorte und ihrer Grundstücksausnutzung auch in der Nützlichkeit unterscheiden:
- Zentrale Erschließung, um Sicherheit und Orientierung zu vereinfachen
- Interne Erschließung: kurze Wege ohne störenden Durchgangsverkehr
- Nachbarschaft, die eine flexible Gruppierung von Bereichen erlaubt
- Flächeneffizienz: Verhältnis von Nutzfläche zu Gesamtfläche

|                                              |                               |
| Bewertung unterschiedlicher Bürogebäudetypen | durchschnittlicher Flächenmix |